# تد کرد
تئودور استیون «تِد» کُرد (به انگلیسی: Ted Kord) یک شخصیت خیالی ابرقهرمان ابتدا در کتاب‌های کامیک آمریکایی منتشر شده توسط چارلتون کامیکس بود و سپس بعدها به دی‌سی کامیکس تعلق گرفت. این شخصیت توسط استیو دیتکو خلق شده‌است؛ که برای اولین بار در شمارهٔ ۸۳ از کاپیتان اتم (نوامبر ۱۹۶۶) معرفی شد. تد کرد به عنوان دومین شخصیت در دنیای دی‌سی به‌شمار می‌رود که عنوان بلو بیتل را به یدک می‌کشد. تد مخترعی نابغه با بهره هوشی ۱۹۲ و همچنین ورزشکاری با استعداد دارای مهارت قابل توجهی در زمینهٔ هنرهای رزمی بود. او در نهایت همانند یک قهرمان به دست مکسول لرد کشته شد.